# تيموثي ماسون
تيموثي ماسون (بالإنجليزية: Timothy Mason)‏ هو كاتب أمريكي، ولد في 14 فبراير 1950 في سو فولز في الولايات المتحدة.